# Laramie (rzeka)
Laramie (ang. Laramie River) — rzeka w Stanach Zjednoczonych, płynie przez stany Kolorado i Wyoming, prawy dopływ Platte Północnej.
Źródła Laramie znajdują się w północnym Kolorado, na zachodzie hrabstwa Larimer. Płynie na północny północny zachód do Wyoming, wzdłuż wschodniej strony Gór Medicine Bow, mijając miejscowości Jelm i Woods Landing; następnie na północny wschód, wypływając z gór w pobliżu Laramie. Na północ od Laramie płynie w kierunku północnym przez Równinę Laramie i przez Zbiornik Wheatland, a potem na północny wschód przez Góry Laramie. 8 km na północ od Wheatland zbiera wody North Laramie River, a 11 km na północny wschód od Wheatland spotyka Chugwater Creek. Łączy się z Platte Północną niedaleko miejscowości Fort Laramie.
Nazwa rzeki pochodzi od nazwiska Jacques‘a La Ramée, francuskiego trapera, który działał na tym obszarze w latach dwudziestych XIX wieku.